# Lotus quinatus
Lotus quinatus là một loài thực vật có hoa trong họ Đậu. Loài này được (Forssk.) J.B.Gillett miêu tả khoa học đầu tiên.